# 蚤をとる女
『蚤をとる女』（のみをとるおんな、仏: La Femme à la puce, 英: The Flea Woman）は、17世紀フランスの画家ジョルジュ・ド・ラ・トゥールが1632-1635年ごろ、キャンバス上に油彩で制作した絵画である。椅子の上にあるロウソクの光の中で、寝間着を開き、指で蚤を潰している女が描かれている。1955年にナンシーのロレーヌ歴史博物館に収蔵された。

## 歴史
1920年代に、この絵画はダルビエ (Dalbiez) 将軍によりオルレアンで発見されたが、絵画の裏側にはオランダの画家ヘラルト・ファン・ホントホルストに帰属するラベルが貼られていた。1955年に、当時の所有者たちが絵画を手放そうとした際、ラ・トゥールの研究者フランソワ＝ジョルジョ・パリゼは所有者たちに絵画を修復し、ボルドーでのカラヴァッジェスキ （カラヴァッジョの追随者）の展覧会に出品するよう説得した。同年、募金活動の結果、ナンシーのロレーヌ歴史博物館が作品を購入し、以来、ラ・トゥールの真作として展示されている。

## 作品
本作には署名はないが、ラ・トゥールの作品であることに疑義が呈されたことはない。主題については、様々な解釈がある。アブラハムの召使ハガル、聖母マリア、マグダラのマリアなど聖書の登場人物が描かれているとする見方をする研究者もいる。画中の女を、17世紀のロレーヌ地方で難民の聖母 (Notre-Dame du Refuge) 同心会の修道女たちによって保護されていた身寄りのない若い妊婦と比較する見方もある。しかし、彼女が妊娠しているとは考えられない。
彼女は身体の蚤をとっている。この主題は、ヘラルト・ファン・ホントホルストやジュゼッペ・マリア・クレスピなど17世紀と18世紀の画家の作品にも見られる。女の非常に質素な服装は、彼女が労働者階級の出身であることを示している。その寝間着は、ラ・トゥールの悔悛するマグダラのマリアが身に着けているものと同じである。彼女はおそらく過酷な労働の1日の後の姿で捉えられており、捕まえたばかりの蚤を両手の親指の間で押さえているが、さらにもう1匹の蚤が腹部の上に現れている。ロウソクの炎に照らされた彼女の姿は非常に写実的で、色彩も見事である。
本作をラ・トゥールの『妻に嘲笑されるヨブ』 (ヴォージュ美術館、エピナル) や一連の悔悛するマグダラのマリア、とりわけロサンゼルス・カウンティ美術館にある『ゆれる炎のあるマグダラのマリア』およびルーヴル美術館 (パリ) の『灯火の前のマグダラのマリア』と比較せずにはおれない。マグダラのマリアが頭蓋骨とゆれる炎によって示唆される人生の儚さについて瞑想しているように、本作の若い女が蚤をとる仕草は罪から自身を解放しようとする願望を象徴する。かくして、おそらく身体の浄化は魂の浄化を想起させるものなのである。

## ギャラリー

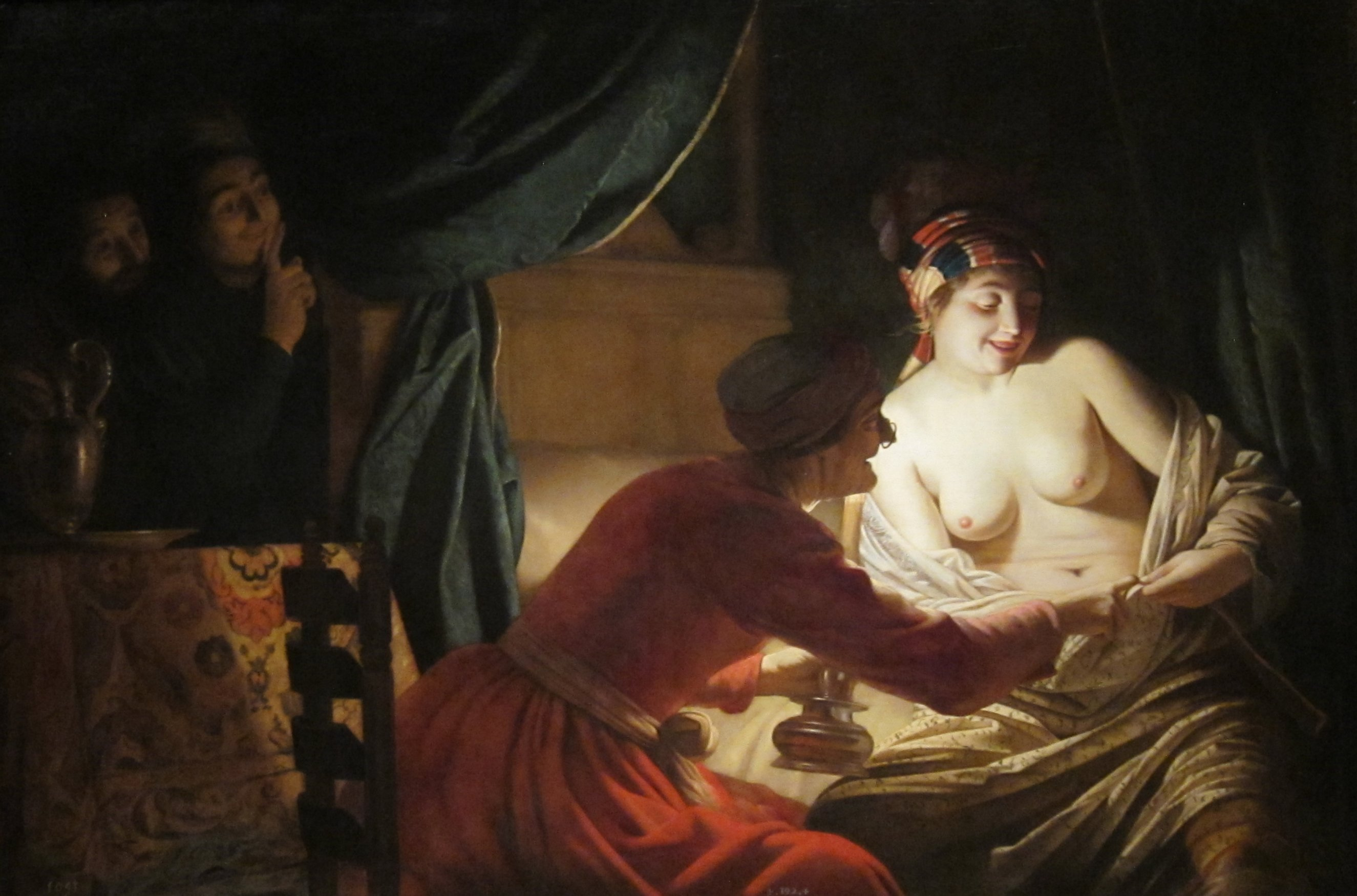
ヘラルト・ファン・ホントホルスト『蚤探し』 (1621年)、デイトン美術館、オハイオ州 (米国)
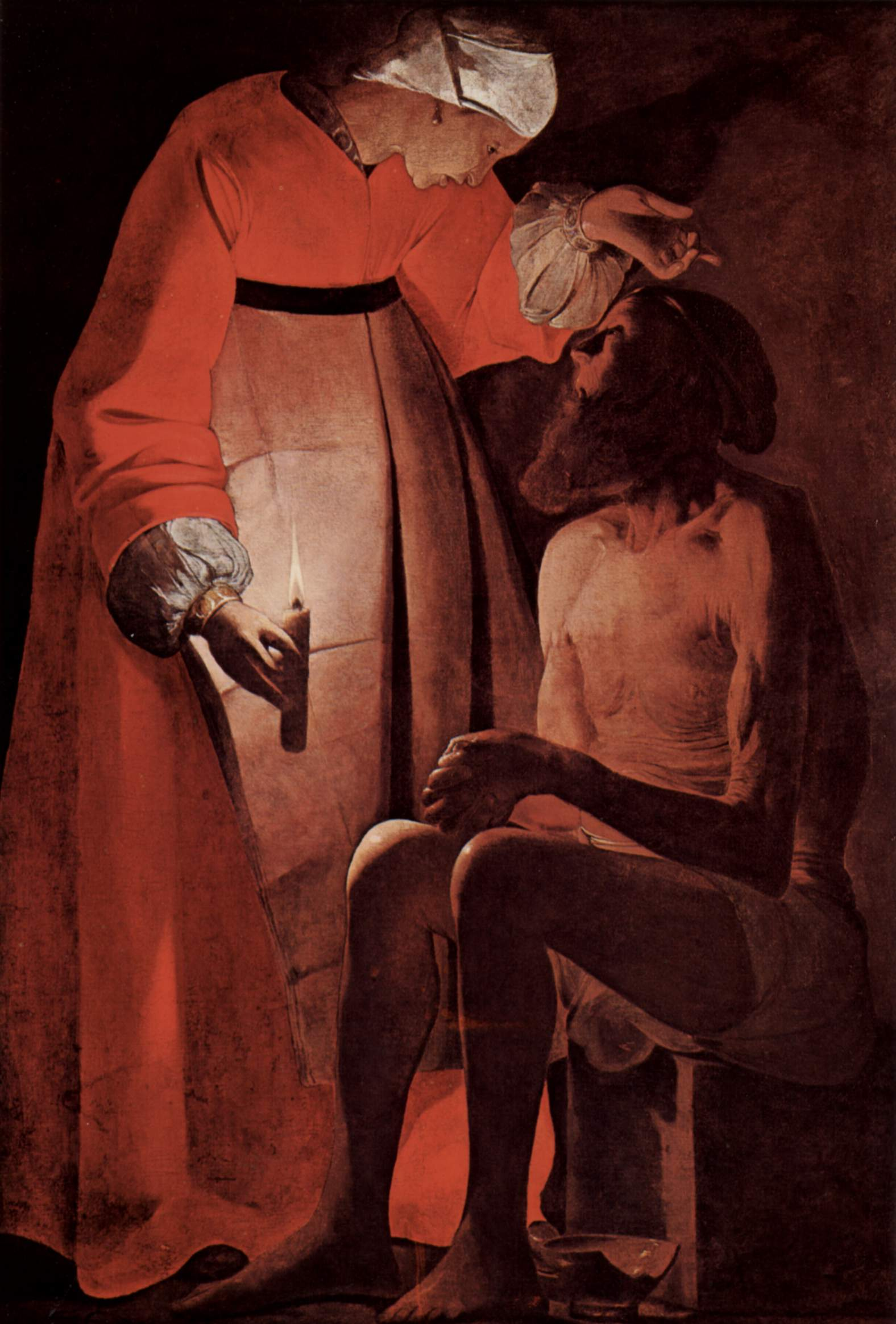
ジョルジュ・ド・ラ・トゥール『妻に嘲笑されるヨブ』(1620-1650年ごろ)、ヴォージュ美術館（英語版）、エピナル
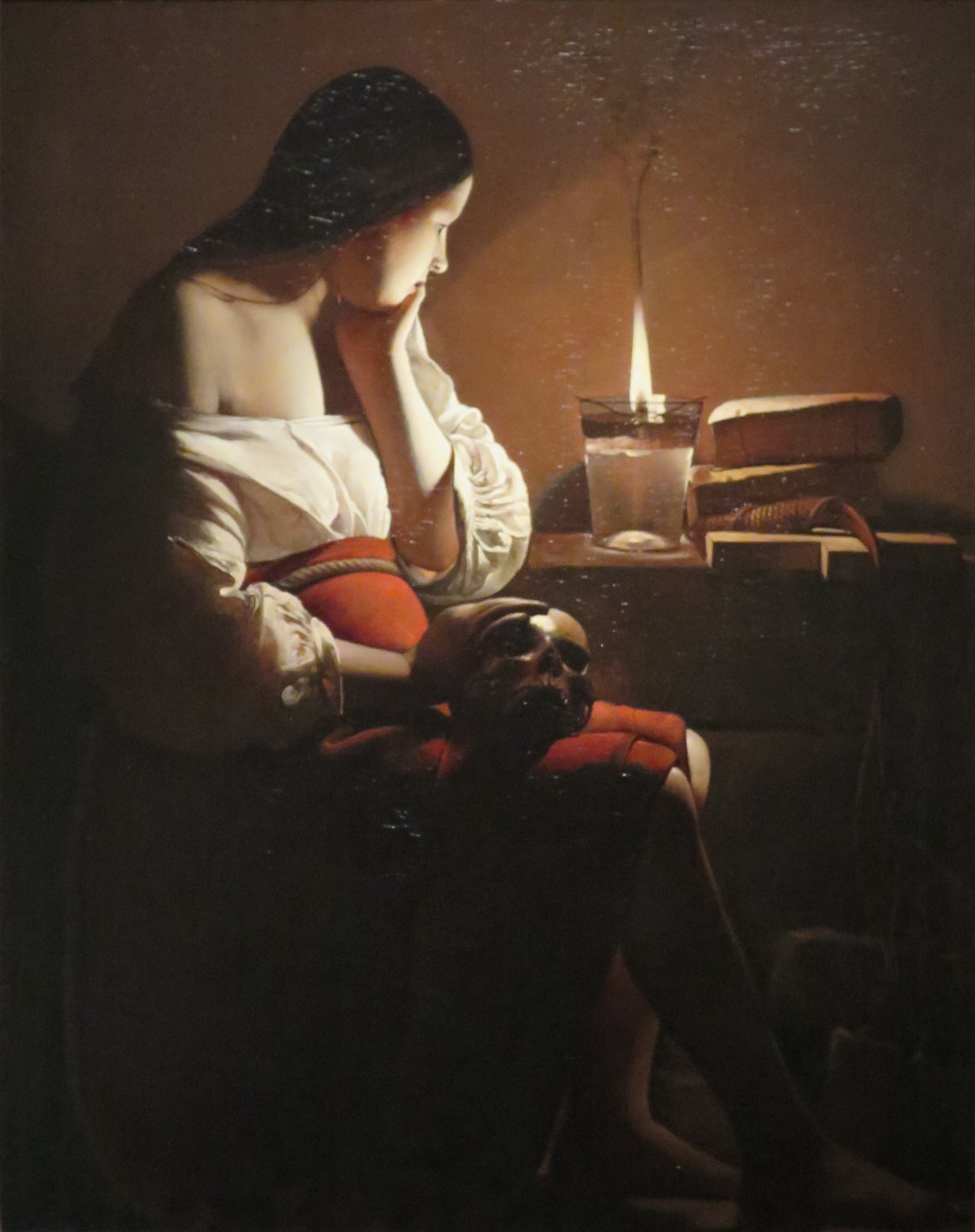
ジョルジュ・ド・ラ・トゥール『ゆれる炎のあるマグダラのマリア』 (1638-1640年)、ロサンゼルス・カウンティ美術館